# Martín Podestá
Martín Podestá ( Buenos Aires, Argentina, 19 de diciembre de 1913-ibídem, 4 de julio de 1975 ), cuyo nombre real era Fidel Martín Carrouche, fue un cantor y compositor dedicado al género del tango.

## Actividad profesional
Hugo del Carril al referirse a sus comienzos artísticos contó que luego de vivir en Francia regresó a los 16 años de edad al barrio de Flores en Buenos Aires y que los primeros en escucharlo cantar fueron sus amigos de la vecindad. Fue así que al grupo, en el que participaban, entre otros, los hermanos, Mario y Fidel Martín Carrouche, el pianista Emilio Castaing y, como guitarrero otro de apellido Larrieu, se le ocurrió dar serenatas, en las cuales cantaba el mismo Del Carril que, por entonces, todavía no usaba ese seudónimo. En 1933 el cantor formó con Carlos Cáceres, Emilio Castaing y Martín Carrouche un trío que luego se denominó Trío París, que ensayaba en una piecita en casa de los Carrouche y debutó con buena acogida en Radio del Pueblo con un repertorio de música internacional, si bien nada cobraban por ello.
Después los contrataron en el Teatro Fémina – sala que más adelante se llamó Teatro Comedia-, que estaba dedicado al género de revistas para un espectáculo en el cual los tres salían a escena metidos en un cofre de papel de varios colores del que salían en el momento indicado rompiendo la envoltura y empezaban a cantar rodeados de varias jóvenes. Al poco tiempo Martín dejó el conjunto para trabajar en la Orquesta California, que tenía un repertorio con todos los ritmos, donde cantó junto a las Hermanas Desmond en radioemisoras,  teatros y clubes. 
En 1935 Pedro Maffia armó un conjunto que dirigía desde su bandoneón, integrado por el pianista Salvador Caló, los violinistas Abraham Leivinson y Leo Lipesker, el clarinetista Santos Lipesker, con Martín Podestá como cantor e hicieron una gira que además de ciudades del país los llevaron en 1938 a actuar en el Casino de Viña del Mar. En 1936 Martín Podestá hizo un único registro, el vals Sombras porteñas, de Sebastián Piana y Maffia con letra de Homero Manzi, que también cantó en el filme del mismo nombre que dirigió Daniel Tinayre y se estrenó ese año. Ya en la década de 1940 lo contrató Pedro Laurenz en lo que fue su período más lucido, y con su orquesta grabó el 5 de septiembre de 1941 La vida es una milonga, del bandoneonista Fernando Montoni y Rodolfo Sciammarella, el 2 de diciembre Quedate tranquilo y, el 7 de enero de 1942, Flores del alma y Al verla pasar.
Actuó en una temporada como galán y cantor acompañado por guitarras, en la compañía teatral encabezada por la actriz Leonor Rinaldi y después de actuar en diferentes radios finalizó su carrera profesional a los 33 años de edad, dedicándose desde entonces a trabajar como empleado del Estado, hasta jubilarse por razones de salud. 
Fue autor y compositor de varios tangos: Calle de mis recuerdos, Tristezas y Sin esperanza, todos en colaboración con Santos Lipesker; Ronda del tango, Charlando y La cita, los tres con Juan Bautista Gatti; De super acción, con Daniel Benjamín Katz y Yo soy aquel porteño, de su exclusiva autoría.